# Четврто Колумбово путовање
Четврто Колумбово путовање (од 9. маја 1502. до 7. новембра 1504), последњи покушај Кристифора Колумба да пронађе поморски пут на запад до Кине и Индије. Иако је открио и истражио обалу Средње Америке, Колумбо никада није схватио да је открио нови континент, а путовање се завршило бродоломом на Јамајци, где је Колумбо остао вишео од годину дана.

## Позадина
Након што је на прва три путовања открио Велике и Мале Антиле и основао прве шпанске колоније на Хаитију, који је назван шпанским именом Хиспањола (најпре у Изабели, а затим у Санто Домингу), Колумбо је склопио савез са локалним домородачким поглавицама, убедивши их да признају власт шпанског краља и плаћају данак у злату и производима своје земље (памуку, хлебу и храни). Међутим, адмирал се показао као подједнако неспособан гувернер колико је био способан као морепловац. Индијанска пољопривреда на Хаитију, заснована на гајењу кукуруза и маниоке (од које се правио тзв. касава хлеб), била је веома примитивна и производила је веома мало вишка, којим би се хранили шпански колонисти, а насилно одузимање хране изазвало је побуне, масован покољ и помор Индијанаца од глади, што је додатно смањило и онако недовољне приносе. Шпански становници колонија оскудевали су у храни и масовно умирали од глади и тропских болести, злата које је Колумбо обећавао владарима Шпаније није било довољно, а локално индијанско становништво масовно је умирало од глади, европских болести и претераног израбљивања од стране Европљана. Покушај да се приходи колонија повећају извозом индијанских робова у Шпанију нису успели, пошто је половина урођеника поумирала на путу до Шпаније, а остали су, ненавикнути на хладну европску климу и тежак рад, поумирали у току неколико година. Уз све то, Колумбо није успео да открије обећани пролаз до Индије и Зачинских острва, а шпански досељеници бунили су се против власти Колумба и његове браће (који су били Италијани), што је Колумбо немилосрдно кажњавао, повећавајући тако и онако очајно стање у Санто Домингу, јединој шпанској колонији у Новом Свету. У октобру 1499. Колумбо је послао две каравеле у Шпанију са захтевом да шпански владари Фердинанд и Изабела именују краљевског комесара који би му помогао у владању Хаитијем. У одговор, владари су послали комесара Франсиска де Бобадиљу, давши му пуну власт у колонијама, чак и над Колумбом, који је остао само адмирал. Бобадиља је стигао у Санто Доминго док је Колумбо био отсутан, те је чуо бројне притужбе о начину на који су адмирал и његова браћа Бартоломео и Дијего владали Хиспањолом. Када се Колумбо вратио са пута, Бобадиља га је бацио у окове и послао у Шпанију (1. новембра 1500). Након шест недеља Колумбо и његова браћа су ослобођени и адмирал је примљен од краља и краљице и враћена му је сва имовина уз поклон од 2.000 златника. Иако су се споразумом из 1492. шпански владари обавезали да Колумбу препусте пуну власт у свим земљама које је открио, они су сматрали да он није способан да је врши, па му је власт над колонијама одузета и за новог гувернера Западне Индије постављен је Николас де Овандо. Иако су му призната права на десетину од налазишта злата и трговине на Хиспањоли, што га је учинило богатим човеком, Колумбо је одбио да одустане од свог сна о Индији и молио је владаре за још једну флоту: молба му је услишена у пролеће 1502. године.

## Путовање
Деветог маја 1502. Колумбо је из Кадиса почео своје четврто путовање, са четири брода и 140 људи, укључујући брата Бартоломеа и сина Фернанда. 15. јула угледао је Мартиник. 29. јула, предосећајући буру, усидрио се на заклоњеном месту на обали Хаитија, недалеко од Санто Доминга. Флота од 30 бродова управо се спремала да исплови за Шпанију из главне луке. Колумбо је јавио гувернеру да се спрема ураган, али га је Овандо игнорисао и послао флоту на море. Када је циклон стигао, адмиралови бродови су остали читави, док је гувернерова флота већином потопљена, заједно са богатим товаром злата. У овом бродолому погинули су Франсиско де Бобадиља, Педро Алонсо Нињо и Франсиско Ролдан, као и заробљене индијанске поглавице Гварионекс, Бехечио и Каонабо.
И даље непоколебљиво уверен да се налази у близини азијског копна, Колумбо је продужио на запад, тражећи континент за који је био уверен да је Азија. Открио је обалу Хондураса и истражио обалу Никарагве и Костарике, у нади да ће наћи мореуз који би га одвео до кине и Индије. 5. децембра 1502, почела је бура са кишом, која је потрајала пуних 12 дана. Флота је пристала у луци близу источног краја данашњег Панамског канала, где су прославили Божић 1502. и Нову 1503. годину, не знајући да су у Америци и да је Пацифик удаљен само 40 миља, али копненим путем. Међутим, почеле су недаће: сви бродови су због црвоточине пропуштали воду, бродске пумпе су радиле даноноћно, а два брода су морала бити напуштена. уз то, локални Индијанци напали су чамац који је кренуо уз реку у потрази за пијаћом водом и побили 12 морнара. Преостали бродови једва су допловили до Јамајке, где су морали да се насучу како не би потонули (25. јуна 1503). Ту је адмирал са посадом остао годину и 5 дана као бродоломник, гладујући пошто су локални Индијанци, иако пријатељски расположени, и сами имали премало хране. Колумбов официр Дијего Мендес успео је да у издубљеном кануу са 6 хришћана и 10 Индијанаца преплови 455 миља (само 80 ван видика копна) до Санто Доминга и обавести гувернера, али све до маја 1504. Овандо није организовао спасилачку експедицију. У међувремену, Колумбо је успео да импресионира Индијанце на Јамајци израчунавши помрачење месеца за 29. фебруар 1504, запретивши им да ће хришћански бог уништити Месец ако не буду хранили његове људе. Помоћ је стигла тек после 4 месеца: стигавши у Санто Доминго, Колумбо се са братом и сином на туђем броду вратио у Шпанију (7. новембра 1507).

## Последице
Последње Колумбово путовање заврило се неуспехом: шпански двор био је разочаран што није нашао злато, или пролаз у Индијски океан, а краљица Изабела, његова заштитница, била је на самрти. После њене смрти, краљ Фердинанд одбио је да врати Колумбу све титуле и приходе који су му обећани 1492, али му је признао право на десетину прихода са Хаитија. Богат, али разочаран, адмирал је умро у Ваљадолиду 20. маја 1506, надживевши краљицу Изабелу за само 18 месеци, никада не схвативши да је открио нови континент.